# Volotea

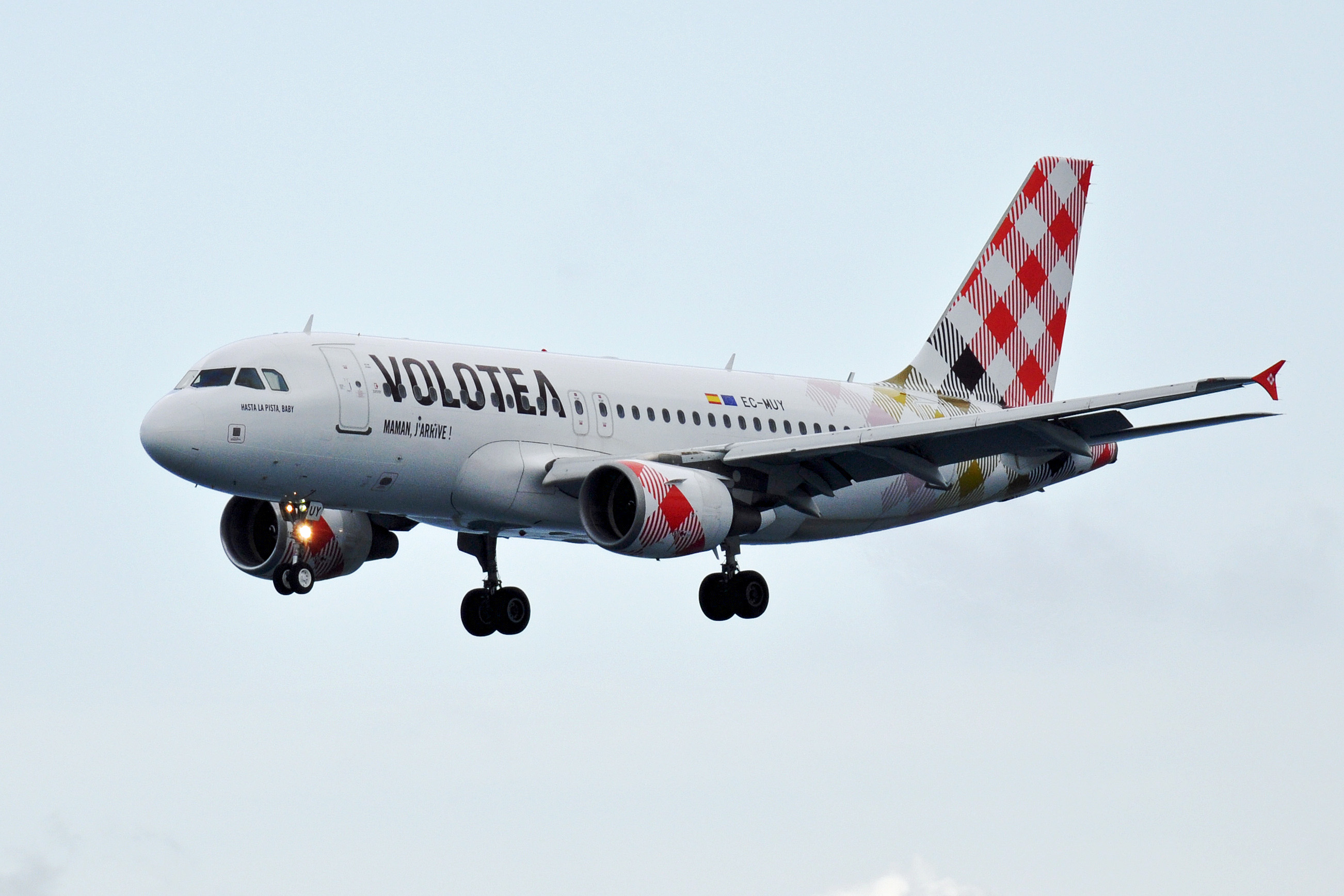
Airbus A319-100 w malowaniu przewoźnika

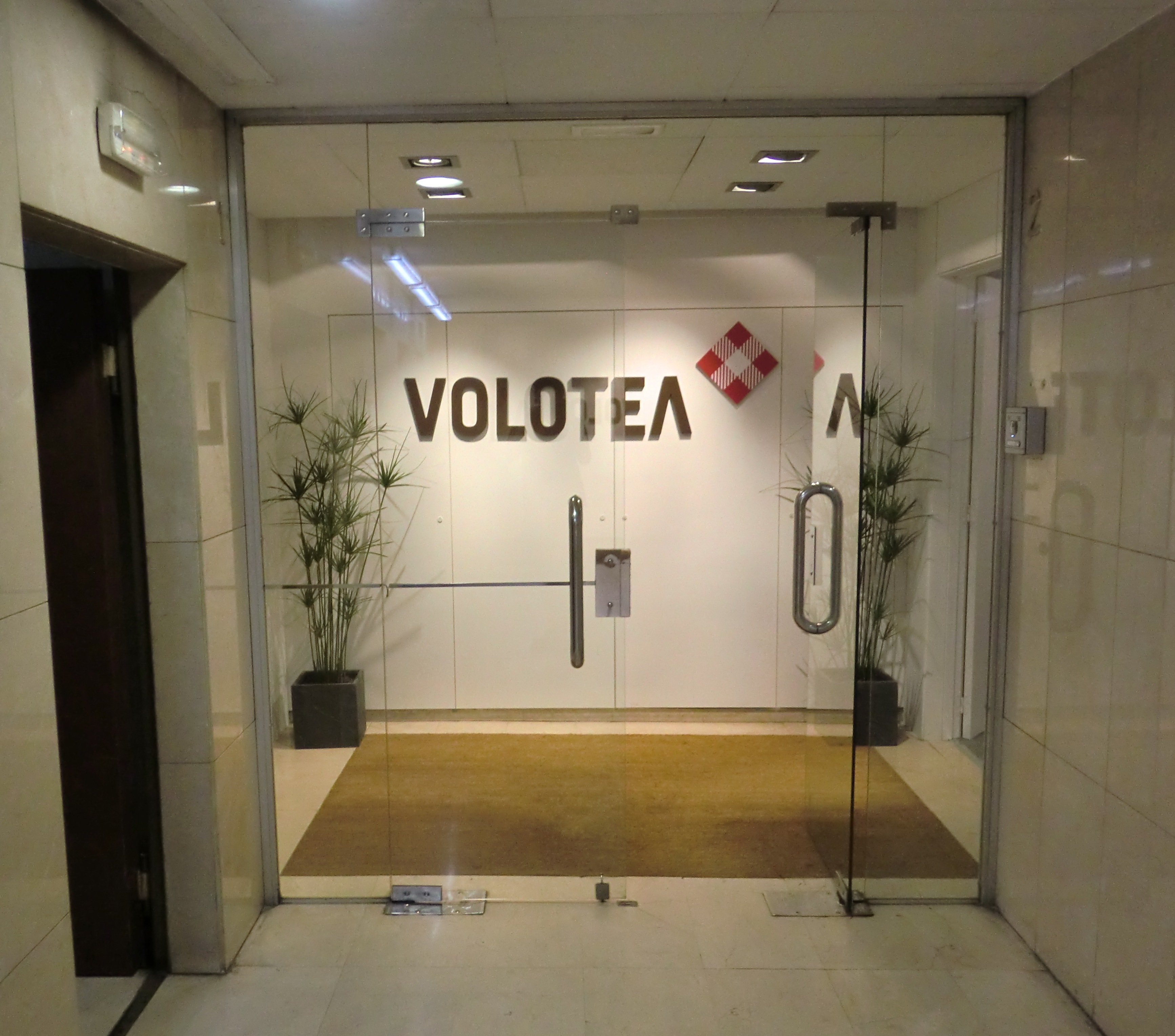
Siedziba główna firmy Volotea

Volotea – hiszpańskie tanie linie lotnicze z siedzibą w Barcelonie. Zostały założone przez byłych właścicieli tanich linii lotniczych Vueling Airlines w 2011. Pierwszy lot odbył się 5 kwietnia 2012 z weneckiego lotniska Marco-Polo.
Agencja ratingowa Skytrax przyznała liniom trzy gwiazdki.
We wrześniu 2024 grecki przewoźnik Aegean Airlines poinformował o umowie zawartej z Volotea na przejęcie 21% udziałów za kwotę 50 mln euro.

## Flota
Według stanu na kwiecień 2025 flota Volotea składa się z 40 samolotów o średnim wieku 18,2 lat:
| Samolot         | Samolot | Samolot   | Liczba miejsc | Liczba miejsc | Uwagi |
| Model           | Aktywne | Zamówione | E             | Łącznie       | Uwagi |
| --------------- | ------- | --------- | ------------- | ------------- | ----- |
| Airbus A319-100 | 17      | -         | 138           | 138           |       |
| Airbus A319-100 | 17      | -         | 156           | 156           |       |
| Airbus A320-200 | 23      | 1         | 180           | 180           |       |
| Łącznie         | 40      | 1         |               |               |       |

W przeszłości przewoźnik korzystał również z 21 Boeingów, w tym z 19 B717-200 i 2 B737-500.

## Kierunki lotów
Według stanu na kwiecień 2025 przewoźnik realizował bezpośrednie połączenia na 24 trasach krajowych i 82 międzynarodowych w 18 krajach Europy Zachodniej i Afryki Północnej.